# Cleisostoma paniculatum
Cleisostoma paniculatum es una especie de orquídea que se encuentra en Asia.

## Descripción
Es una planta pequeña a grande, que prefiere el clima cálido, de hábito epifita o litofita con un tallo rígido, leñoso y vertical que lleva varias hojas, coriáceas, dorsal-ventral aplanada, como cintas, lineares, profundamente acanaladas y dobladas por el centro, con el ápice bilobulado, Florece en el invierno y la primavera temprana en una inflorescencia axilar, en ángulos rectos con respecto al tallo, de 25 a 30 cm de largo, paniculada, cada rama con 9 a 10 cm de largo, y 8 a 20 flores , en general las flores son pequeñas, con brácteas florales ovadas, agudas.

## Distribución y hábitat
Se encuentra en Assam, Himalaya oriental, Tailandia, Jiangxi, Fujian, Cantón, Hong Kong, Hainan, Guangxi, Sichuan, Guizhou y Yunnan de China, Vietnam y Taiwán en los bosques en los árboles o en rocas a lo largo de los valles en elevaciones de 200 a 1300 metros.

## Taxonomía
Cleisostoma paniculatum fue descrita por (Ker Gawl.) Garay y publicado en Botanical Museum Leaflets 23(4): 173. 1972.
Etimología
Cleisostoma: nombre genérico que deriva del griego: kleistos, que significa "boca cerrada".
paniculataum: epíteto latino que significa "con panícula".
sinonimia
- Aerides paniculata Ker Gawl. (1817) (Basionym)
- Vanda paniculata (Ker Gawl.) R.Br. (1821)
- Sarcanthus paniculatus (Ker Gawl.) Lindl. (1830)
- Cleisostoma cerinum Hance (1882)
- Cleisostoma formosanum Hance (1884)
- Sarcanthus formosanus (Hance) Rolfe (1896)
- Sarcanthus cerinus (Hance) Rolfe (1903)
- Sarcanthus fuscomaculatus Hayata (1914)
- Cleisostoma fuscomaculatum (Hayata) Garay (1972)
- Garayanthus paniculatus (Ker Gawl.) Szlach. (1995)
- Garayanthus fuscomaculatus (Hayata) Szlach. (2003)
- Vandopsis osmantha Fukuy. ex Masam.[4][5]